# Suwoh
De Suoh, ook wel Suwoh,  is een caldera op het eiland Sumatra in Indonesië. De Suoh vormt een depressie van 8 bij 16 kilometer die een aantal overlappende calderas bevat. De randen van de Suoh-depressie worden gemarkeerd door een aantal maaren en lavakoepels.
De laatst bekende eruptie vond plaats van 10 juli tot 5 augustus 1933 toen krachtige freatische uitbarstingen met een waarde van 4 op de vulkanische-explosiviteitsindex (VEI), samenvielen met een zware tektonische aardbeving.